# Meibomeus cordoba
Meibomeus cordoba là một loài bọ cánh cứng trong họ Bruchidae. Loài này được Pinto, Reibero-Costa & Teran miêu tả khoa học năm 2005.